# Sulliman Mazadou
Sulliman Mazadou (ur. 11 kwietnia 1985 w Niamey) – nigerski piłkarz grający na pozycji defensywnego pomocnika.

## Kariera klubowa
W latach 2003–2005 Mazadou był zawodnikiem GS Consolat, a w latach 2005–2007 AS Aix-en-Provence. Od 2007 roku do 2013 grał w klubie US Marignane występującym w czwartej lidze. Następnie ponownie występował w GS Consolat (2013-2015) i Burel FC (2015-2018).

## Kariera reprezentacyjna
W reprezentacji Nigru Mazadou zadebiutował 8 października 2011 roku w przegranym 0:3 meczu kwalifikacji do Pucharu Narodów Afryki 2012 z Egiptem, rozegranym w Kairze. W 2012 roku został powołany do kadry na Puchar Narodów Afryki 2012. Od 2011 do 2012 wystąpił w kadrze narodowej 4 razy.